# كاترين هيل
كاترين هيل (بالإنجليزية: Catherine Hill)‏ هي خادمة المنزل نيوزيلندية، ولدت في 28 أغسطس 1893 في إقليم الساحل الغربي في نيوزيلندا، وتوفيت في 12 أغسطس 1983.